# 2185 Guangdong
2185 Guangdong (1965 WO) là một tiểu hành tinh vành đai chính được phát hiện ngày 20 tháng 11 năm 1965 ở Đài thiên văn Tử Kim Sơn.